# جسر بروتون المعلق
جسر بروتون المعلق عبارة عن جسر معلق بسلسلة حديدية، بُني في عام 1826 ليعبر نهر إيرويل بين بروتون وبندلتون، يقع الآن في سالفورد، مانشستر الكبرى، إنجلترا. يُعد أحد أوائل الجسور المعلقة في أوروبا، يُنسب إلى صموئيل براون، على الرغم من إشارة البعض إلى أنه بُني بواسطة توماس تشيك هيوز، ميكانيكي آلات في مصنع النسيج في مانشستر.
انهار الجسر، في 12 أبريل عام 1831، بسبب الصدى الميكانيكي الناتج عن تقدم الجيش في خطوات سريعة. أصدر الجيش البريطاني نتيجة لهذا الحادث أمرًا بضرورة »وقف التقدم «عند عبور الجسر. دُعم الجسر بعد ذلك بخوازيق مؤقتة في حالة زيادة الحشود المتوقعة، على الرغم من إعادة بنائه وتقويته. استُبدل بجسر للمشاة في عام 1924، ولا يزال قيد الاستخدام حتى الآن.

## عملية الإنشاء
قام جون فيتزغيرالد، المالك الثري لقلعة إيرويل هاوس في عام 1826، (التي أصبحت موقعًا لمضمار سباق مانشستر لاحقًا)، ببناء جسر معلق على نفقته الخاصة، يبلغ طوله 144 قدمًا (44 مترًا) عبر نهر إيرويل بين بروتون السفلى وبندلتون. تعين على جميع مستخدمي جسر بروتون الدفع لعبوره، وفقًا لجون ماريوس ويلسون، المؤلف للفهرس الجغرافي الإمبراطوري لإنجلترا وويلز (1870 - 1872). كان الجسر وسيلة النقل الوحيدة بين مدينتي بروتون وبندلتون ومصدرًا للفخر القومي الكبير، افتُتح جسر ميناي المعلق في ذلك العام فقط واعتُبرت الجسور المعلقة بعد ذلك »معجزة العصر الجديدة«.

## انهياره عام 1831
أجرت كتيبة سلاح البندقية الستين في 12 أبريل عام 1831 تمرينًا في كيرسال مور تحت قيادة الملازم بيرسي سلينغسبي فيتزغيرالد، نجل جون فيتزغيرالد، عضو البرلمان وشقيق الشاعر إدوارد فيتزغيرالد. عند عودة مجموعة مكونة من 74 رجلًا إلى الثكنات في سالفورد عن طريق الجسر، شعر الجنود المتقدمون جنبًا إلى جنب في 4 طوابير، باهتزاز الجسر نتيجة وقع أقدامهم. بدأ البعض منهم في صفير لحن التقدم، و»أدخلوا روح الفكاهة عليه«، عندما أحسوا بمتعة صوت الاهتزاز، ما تسبب في اهتزاز الجسر أكثر من ذلك. وصل قائد الطابور إلى جهة بندلتون تقريبًا عندما سمعوا »صوتًا يشبه صوت إطلاق متقطع للأسلحة النارية«. سقط فورًا أحد الأعمدة الحديدية التي تدعم سلاسل التعليق الواقعة على جانب بروتون في النهر باتجاه الجسر، حاملاً معه حجرًا كبيرًا من دعامة الجسر المثبتة بواسطة المسامير. لم تعد زاوية الجسر مدعومة، وسقطت بعد ذلك في النهر من ارتفاع 16 أو 18 قدمًا (4.9 أو 5.5 مترًا)، وأُلقى حوالي أربعين جنديًا نفسه في الماء أو باتجاه السلاسل. كان النهر منخفضًا ولا يتجاوز عمق الماء قدمين (60 سم) في تلك النقطة. لم يلقِ أي من الرجال مصرعهم، لكن أُصيب عشرون، عانى ستة من بينهم من جروح خطيرة بما في ذلك كسر في الذراعين والساقين وكدمات شديدة ورضوض في الرأس.

## آثار الكارثة
تسبب انهيار الجسر في شيء من فقدان الثقة في الجسور المعلقة، إذ علقت إحدى الصحف في ذلك الوقت، قائلة:
نشكّ بشدة في اتزان جسر ميناي الكبير (جسر رائع كبنائه)، في حالة تقدم ألف رجل في طابور متقارب، والحفاظ على خطوة منتظمة، بسبب ما حدث في هذه المناسبة. سيكون الاهتزاز هائلاً قبل وصول قائد الطابور إلى الجانب الآخر، نظرًا لطوله الكبير، ومن المحتمل بشدة حدوث بعض الكوارث المرعبة.